# Elafiti
Elafiti este o arie protejată (sit de importanță comunitară — SCI) din Croația întinsă pe o suprafață de 6.778,14 ha, integral pe uscat.

## Localizare
Centrul sitului Elafiti este situat la coordonatele 42°43′04″N 17°53′31″E / 42.717794°N 17.892015°E.

## Înființare
Situl Elafiti a fost declarat sit de importanță comunitară în iulie 2013 pentru a proteja 1 specie de animale.

## Biodiversitate
Situată în ecoregiunile marină mediteraneană și mediteraneană, aria protejată conține 12 habitate naturale: Peșteri inaccesibile publicului, Recifuri, Straturi cu Posidonia (Posidonion oceanicae), Peșteri marine scufundate complet sau parțial, Faleze cu vegetație de Limonium spp. endemic de pe coastele mediteraneene, Tufărișuri termo-mediteraneene și de pre-deșert, Bancuri de nisip acoperite în permanență slab de apă marină, Terase mlăștinoase și terase nisipoase neacoperite de apă la reflux, Păduri de Quercus ilex și Quercus rotundifolia, Pseudostepă cu ierburi și specii anuale de Thero-Brachypodietea, Dune mobile cu vegetație embrionară, Pante stâncoase calcaroase cu vegetație casmofită.
La baza desemnării sitului se află o specie protejată de  mamifere: liliacul mic cu potcoavă (Rhinolophus hipposideros).
Pe lângă speciile protejate, pe teritoriul sitului au mai fost identificate 3 specii de plante.